# Mizuki Ichirō
Mizuki Ichirō (Kanji: 水木一郎, Hán-Việt: Thủy Mộc Nhất Lang; sinh ngày 7 tháng 1 năm 1948) là một ca sĩ, nhà soạn nhạc kiêm diễn viên người Nhật xuất thân từ Tokyo, tên thật là Hayakawa Toshio (Kanji: 早川俊夫), được giới chuộng âm nhạc công nhận là nhân vật có nhiều ảnh hưởng với lĩnh vực âm nhạc trong anime của thế kỷ 20. Các fan hâm mộ cũng như mọi người tại quê nhà thường gọi ông một cách thân mật là Aniki theo tên hồi nhỏ mà mẹ ông thường gọi.
Single đầu tiên trong sự nghiệp của Mizuki Ichiro, Kimi ni sasageru Boku no Uta, phát hành ngày tháng 7 năm 1968. Vào năm 1999, ông được giữ 1000 bài hát hòa tấu trong 24 giờ khoảng thời gian.
17 tháng 7 năm 2000, ông gặp nhau nhóm nhạc rock JAM Project.
Đĩa album mới nhất của ông, "Debut 40th Anniversary: Ichiro Mizuki Best", được phát hành tháng 2 năm 2008.

## Nghề nghiệp
Anime
- Koraru no Tanken (1979) vai Rat Hector
- Space Carrier Blue Noah (1979) vai Gruppenkommandeur
- Dangaioh (OVA) (1987) vai Yoldo
- Happy Lucky Bikkuriman (2007) vai La☆Keen

Tokusatsu
- Jikuu Senshi Spielvan (1986) vai Dr. Ben
- Voicelugger (1999) vai Voicelugger Gold
- Chou Ninja Tai Inazuma!! SPARK (2007) vai Shouryuusai Mizuki
- Kamen Rider Double (2010) vai Ichirouta Onuki

Trò chơi video
- Super Robot Wars Alpha 3 vai Keisar Ephes

## Văn chương
- Hitoshi Hasebe: "Anison - Ichiro Mizuki Sanjuu Shuunen Kinen Nekketsu Shashinshuu" (兄尊(アニソン)―歌手水木一郎三十周年記念熱血写真集) (1999, Oakla Publishing) ISBN 4-8727-8461-8
- Ichiro Mizuki & Project Ichiro: "Aniki Damashii ~Anime Song no Teiou / Mizuki Ichirou no Sho~" (アニキ魂~アニメソングの帝王・水木一郎の書~) (2000, Aspect) ISBN 4-7572-0719-0